# Dominik Hieronim Radziwiłł
Dominik Hieronim Radziwiłł herbu Trąby (ur. 4 sierpnia 1786 w Białej Podlaskiej, zm. 11 listopada 1813 w Lauterecken w Nadrenii-Palatynacie, po odniesieniu rany w bitwie pod Hanau) – polski książę, ordynat i wojskowy, kawaler maltański (w zakonie od 1812 roku), kawaler Honoru i Dewocji.
Syn Hieronima Wincentego i księżniczki niemieckiej Zofii Doroty Fryderyki Thurn-Taxis, wolnomularz.
Był XI ordynatem na Nieświeżu i Ołyce, pułkownikiem wojsk polskich, właścicielem majątków: Birże, Dubinki, Słuck, Kopyl, VIII panem na Białej.
Po śmierci ojca w 1786 opiekował się nim stryj Karol, a po jego śmierci w 1790 Adam Czartoryski.
Odziedziczył majątek stryja Karola. W 1804 r. otrzymał tytuł szambelana cara Aleksandra i osiadł w Nieświeżu. Miasto odbudował i rozbudował. Jego pasją były konie i dla nich wystawił luksusowe stajnie (marmury, gobeliny, zwierciadła).
W 1807 ożenił się z Izabelą Mniszchówną. Wyjechał do swojego pałacu w Warszawie (obecnie Pałac Prezydencki) z Teofilą Starzeńską, z którą się ożenił w 1809 roku (po wcześniejszych rozwodach obu małżonków).
W 1810 r. wstąpił do armii Księstwa Warszawskiego w randze pułkownika dowodząc 8 Pułkiem Ułanów. Car pod pretekstem niespłacania kredytu zajął mu majątki znajdujące się w zaborze rosyjskim. W VI 1812 r. wkroczył z Napoleonem do Wilna. Brał udział w wyprawie moskiewskiej Napoleona. Za udział w bitwie pod Smoleńskiem otrzymał Legię Honorową. Za odwagę w czasie walk w 1811 został odznaczony Orderem Świętego Huberta.
W październiku 1812 r. został majorem 1 Pułku Szwoleżerów-Lansjerów Gwardii Cesarskiej. Brał udział w bitwie pod Lipskiem.